# موزه اسباب‌بازی تهران
موزه اسباب بازی : 
موزه اسباب بازی تهران، موزه ای خصوصی با مجوز از وزارت میراث فرهنگی و گردشگری است. این موزه در 26 فروردین ماه سال 1403 در یکی از کوچه های قدیمی شهر تهران (لولاگر) افتتاح شد. در این موزه بیش از 1800 قطعه اسباب بازی از دوران صنعتی و مدرن و بومی ایران و جهان و نمونه های باز آفرینی شده از بازیچه های پیش از تاریخ و دوران باستان گردآوری و به نمایش در آورده شده است. این مجموعه به کوشش خانم آزاده بیات (دانش آموخته طراحی صنعتی و دکتری علوم تربیتی، طراح و پژوهشگر اسباب بازی) گردآوری و تاسیس شده است. همچنین چند مجموعه دار دیگر نیز بخشی از مجموعه شخصی خود را در موزه به امانت گذاشته یا اهدا کرده اند. طراحی و چیدمان موزه اسباب بازی بسیار منحصر به فرد انجام شده است و هر دسته از اسباب بازی ها به شکلی ویژه ارائه شده اند. یکی از ارزش های طراحی و چیدمان داخلی موزه اسباب بازی نگاه زیست محیطی و رویکرد بازیافتی در طراحی است بیشتر عناصر دکوراتیو از اشیا و وسایل دور ریز و به گونه ای دیگر استفاده و چیدمان شده اند. مثل کمدهایی که به گونه ای دیگر نگاه شده، کشوها، چمدان ها در و پنجره هایی که دیگر قابل استفاده نبودند به گونه ای دیگر جایگاه و ویترین نمایش اسباب بازی ها شده اند. ویترین ها در سطوح مختلف نمایش زوایای دید از بالا، روبرو پایین و توجه به دید مخاطب کودک شده است.